# Mansión Burt-Stark
La Mansión Burt-Stark, también conocida como la Casa de Armistead Burt es una residencia histórica ubicada en Abbeville, Carolina del Sur. Fue el lugar del último consejo de guerra de los miembros del gabinete del gobierno confederado. El 2 de mayo de 1865, Jefferson Davis, con la esperanza de continuar la lucha, encontró una oposición unánime y se dio cuenta de que la causa de la independencia confederada estaba perdida. Fue declarado Hito Histórico Nacional en 1992 por ser el lugar donde Davis celebró su último consejo de guerra.

## Historia
La casa fue construida en la década de 1830 por David Lesley, un abogado, juez, plantador y anciano de la iglesia presbiteriana local. Lesley había visto una casa en el norte de Estados Unidos que le gustaba y la eligió como prototipo para la suya. Envió a Cubic, un esclavo que era maestro carpintero, a mirar el prototipo de casa, y luego supervisó la construcción de la reproducción de Lesley.
La propiedad ha tenido siete dueños desde su construcción. El propietario original, David Lesley, fue propietario hasta su muerte en 1855. Había contratado a Johnson, un paisajista inglés, para organizar la propiedad. El siguiente propietario fue un pastor presbiteriano, Thomas A. Hoyt, quien fue propietario hasta 1859, cuando fue enviado a otra iglesia en Louisville, Kentucky. Un banquero de Charleston, Carolina del Sur, Andrew Simonds, se lo compró a Hoyt y, en 1862, se lo vendió a Armistead Burt, quien era propietario cuando Jefferson Davis usaba el edificio.
La esposa de Davis, Varina Davis, había conocido a Armistead Burt cuando Jefferson Davis ingresó por primera vez al Congreso de los Estados Unidos en diciembre de 1845. Burt invitó a Varina Davis y a sus hijos a su casa, ya que Varina fue enviada lejos de Richmond, Virginia. Varina sugirió a Burt que los soldados estadounidenses podrían eventualmente quemar la casa para albergarla, pero él dijo que no habría mayor causa que quemar su casa. Varina se mudó a la mansión el 17 de abril. Días después, después de que Varina huyera más al sur, Davis llegó a la casa.
El 2 de mayo de 1865, entre las cuatro y las seis de la tarde, Jefferson Davis celebró su último consejo de guerra, con el Secretario de Guerra John C. Breckinridge, el Secretario de Estado Judah P. Benjamin y varios oficiales militares, el más notable de ellos Braxton Bragg y Basil W. Duke. Davis quería continuar la lucha, utilizando las fuerzas al oeste del río Misisipi, pero los demás no estuvieron de acuerdo. Después de enojarse durante varios minutos, Davis se resignó a la decisión de los demás, poniendo fin efectivamente a la existencia de los Estados Confederados de América. Después de la reunión de Abbeville, el gabinete, Davis, una fuerza protectora de 3.000 efectivos y el tesoro confederado se dispersaron.
Después de la guerra, en 1868, Burt vendió la casa en quiebra. Lo compró un plantador local, James R. Norwood; cuando murió en 1875, lo heredaron su viuda y su hija. James Samuel Stark y su esposa se lo compraron en 1900 y restauraron la vivienda. A su muerte, lo heredó su hija Mary Stark Davis. Después de la muerte de Davis en el otoño de 1987, la Comisión de Preservación Histórica de Abbeville recibió el control de la casa y ha realizado recorridos turísticos por ella desde entonces.

## Descripción
La casa es una edificación blanca de dos pisos de estilo neogriego con una estructura de armazón y revestimiento traslapado. Un pórtico frontal con frontón, también de dos pisos de altura, está sostenido por cuatro columnas cuadradas. Debajo hay un pequeño balcón con celosía de madera en el segundo piso. Tiene cimientos de ladrillo con paredes de madera. El techo es de aluminio y hojalata, con tejas de asfalto y cedro. Había varios edificios exteriores, pero el único que aún quedaba en pie era la cocina. Un gran salón central con un montante de abanico de Adán es la entrada principal al domicilio, con un salón a cada lado. Después de la guerra, las únicas adiciones a la casa fueron un baño y un ala en la esquina noroeste, que proporcionaba espacio adicional para la cocina. La mayoría de los muebles son de las décadas de 1850 y 1860.